# Phyllophaga regiomontana
Phyllophaga regiomontana är en skalbaggsart som beskrevs av Moron 2001. Phyllophaga regiomontana ingår i släktet Phyllophaga och familjen Melolonthidae. Inga underarter finns listade i Catalogue of Life.